# JR北海道721系電聯車
721系電車（日语：JR北海道721系電車）是北海道旅客铁道（JR北海道）在1988年（昭和63年）所製造的近郊形交流電車。

## 概要
北海道内的電氣化线路，尤其是札幌一带的輸送量増加，再加上新站的設置，需要增发列車。列車最高速度需要更快，而且加速和減速的性能也要优秀，以此和私家车进行竞争。
以往同样线路所使用的是日本国铁711系電車和日本国铁51形客車。1988年（昭和63年）11月3日营业開始。
最初使用的是3辆編成，以札幌站为中心的近郊区域所使用。1992年（平成4年）千岁线新千歲机场支线开业，为了开行快速列车「エアポート」，而制造了6辆编成的列车。1993年（平成5年）后制造的列车改为使用VVVF逆变器控制。2003年（平成15年）后不再制造。
在2015年（平成27年）3月20日发表的消息中，稱在2018年（平成30年）后会将一部分老旧列车停止运行。

## 編成・運用
全部135辆均配置在札幌运营所。以下是列車的使用。
- 快速「机场(エアポート)」：新千岁机场站 - 小樽站
- 区間快速「石狩Liner(いしかりライナー)」：小樽站 - 岩見澤站
- 札幌近郊的普通列車
  - 函館本線：小樽站 - 札幌站 - 岩見泽站 - 旭川站
  - 千歲線、室蘭本線：札幌站 - 新千歲机场站[注 1]、苫小牧站
  - 札沼線（学園都市線）：札幌站 - 北海道医疗大学站

1989年（平成元年）以后的一段時期会开行臨時急行列車。
2012年（平成22年）6月1日，开始驶入札沼線（学園都市線）。

## 脚注
1. ↑   (PDF) (新闻稿). 北海道旅客鉄道. 2015-03-23  [2016-01-17]. （原始内容存档 (PDF)于2015-06-24）.
2. ↑  「鉄道ファン」1989年8月号
3. ↑   (PDF) (新闻稿). 北海道旅客鉄道. 2012-03-14  [2014-07-21]. （原始内容存档 (PDF)于2012-09-25）.

## 外部連結
- 快速エアポート（721系・733系）｜車両の紹介｜JR北海道 列車ガイド （页面存档备份，存于） - 北海道旅客铁道